# Evermannella
Evermannella es un género de peces de la familia Evermannellidae, del orden Aulopiformes. Este género marino fue descrito por primera vez en 1903 por Gilbert Carl H. Eigenmann.

## Especies
Especies reconocidas del género:
- Evermannella ahlstromi R. K. Johnson & Glodek, 1975
- Evermannella balbo (A. Risso, 1820)
- Evermannella indica A. B. Brauer, 1906
- Evermannella megalops R. K. Johnson & Glodek, 1975
- Evermannella melanoderma A. E. Parr, 1928